# Englische Badmintonmeisterschaft 2000
Die Englische Meisterschaft 2000 im Badminton fand vom 4. bis zum 6. Februar 2000 im The Triangle in Burgess Hill statt.

## Finalresultate
| Disziplin    | Sieger                        | Finalist                   | Ergebnis   |
| ------------ | ----------------------------- | -------------------------- | ---------- |
| Herreneinzel | Colin Haughton                | Mark Constable             | 15:8 15:9  |
| Dameneinzel  | Julia Mann                    | Jill Pittard               | 11:2 11:1  |
| Herrendoppel | Simon Archer Nathan Robertson | Anthony Clark Ian Sullivan | 15:8 15:10 |
| Damendoppel  | Sara Sankey Ella Miles        | Emma Chaffin Donna Kellogg | 15:6 15:6  |
| Mixed        | Ian Sullivan Gail Emms        | James Anderson Sara Sankey | 15:4, 15:4 |